# Stephen Sondheim
Stephen Sondheim (/ˈsɑndhaɪm/) est un compositeur et parolier américain de comédies musicales, né le 22 mars 1930 à New York (État de New York) et mort le 26 novembre 2021 à Roxbury (Connecticut).
Auteur de quelques-unes des plus célèbres comédies musicales de la scène américaine, créées pour la plupart à Broadway, il est considéré comme l'un des plus grands compositeurs de musique populaire américaine, aux côtés d'Irving Berlin, Duke Ellington ou Oscar Hammerstein II. Plusieurs de ses titres font partie du Grand répertoire américain de la chanson ou sont devenus des standards du jazz.
Son style sophistiqué et complexe joue régulièrement sur l'ambivalence et n'hésite pas à aborder des thèmes prosaïques ou quotidiens, jusque-là inédits dans la comédie musicale. Sondheim est ainsi l'un des pionniers du genre du concept musical (en), qui cherche à s'émanciper du modèle type de Broadway pour repousser les limites du théâtre musical et mettre en valeur ses atouts singuliers. 
Au cours de sa carrière, il remporte de nombreuses récompenses dont 18 Drama Desk Awards, 7 Tonys Awards et 1 Oscar de la meilleure chanson. Les comédies musicales qu'il a écrites ont été maintes fois adaptées au cinéma. Parmi elles : West Side Story (par Robert Wise en 1961 et Steven Spielberg en 2021), Sweeney Todd par Tim Burton en 2008, ou encore Into the Woods par Rob Marshall en 2014.

## Biographie
Né dans une famille juive, Stephen Joshua Sondheim est le fils de Herbert Sondheim, couturier, et de Janet Fox Sondheim Leshin, styliste modéliste et décoratrice d'intérieur.
Après ses études secondaires, il est admis au Williams College, où il obtient en 1950 son baccalauréat universitaire (licence)[Selon qui ?] avec mention (magna cum laude); il accomplit ensuite des études supérieures en composition musicale et théorie musicale avec Milton Babbitt pendant deux ans, puis il suit des cours privés avec Oscar Hammerstein II.
Stephen Sondheim obtient son premier succès en 1957 comme parolier de Leonard Bernstein pour West Side Story. Parmi ses œuvres les plus connues figurent Le Forum en folie, A Little Night Music et Sweeney Todd. Auteur des paroles de Gypsy, il a également composé pour le cinéma, notamment pour le film Stavisky (1974) d'Alain Resnais, ainsi que pour Reds (1981) et Dick Tracy (1990) de Warren Beatty.
Il est lauréat d'un Oscar en 1991 pour la chanson Sooner or Later du film Dick Tracy (interprétée par Madonna), de huit Tony Awards (dont un pour l'ensemble de sa carrière), de nombreux Grammy Awards, d'un prix Pulitzer et d'un Laurence Olivier Award.
Stephen Sondheim a été président de l'Association des dramaturges (en) de 1973 à 1981. À l'occasion de son 80e anniversaire, le théâtre Henry Miller a été rebaptisé théâtre Stephen Sondheim (en) le 15 septembre 2010. Il est membre d'honneur de l'association des Amis de Maurice Ravel.
En 2021, une nouvelle adaptation de West Side Story, mise en scène par Steven Spielberg, est annoncée. Le compositeur, déçu de la précédente, déclare à propos de Spielberg : « Il a fait des choses vraiment pleines d’imagination et surprenantes avec la façon dont les chansons sont utilisées dans l’histoire, et l'ensemble a une vraie étincelle et une vraie énergie, et il a l’air frais. C’est vraiment de grande qualité, et les comédies musicales de cinéma sont difficiles à réaliser, mais dans ce cas-là, Spielberg et Kushner ont vraiment, vraiment réussi ».
Sondheim épouse en 2017 Jeffrey Scott Romley, un technologue numérique. Ils vivaient à Manhattan et à Roxbury, dans le Connecticut.
Stephen Sondheim meurt le 26 novembre 2021 à l'âge de 91 ans dans sa maison de Roxbury, dans le Connecticut, laissant une nouvelle comédie musicale Here We Are inachevée.

## Œuvres

### Théâtre

#### Comédies musicales
(sauf indication contraire, musique et paroles de Stephen Sondheim)
- 1954 : Saturday Night, livret de Julius J. Epstein et Philip G. Epstein (représenté seulement en 1997)
- 1957 : West Side Story, lyrics de Stephen Sondheim, musique de Leonard Bernstein, livret d'Arthur Laurents
- 1959 : Gypsy (Gypsy : A Musical Fable), lyrics de Stephen Sondheim, musique de Jule Styne, livret d'Arthur Laurents
- 1962 : Le Forum en folie (A Funny Thing Happened on the Way to the Forum), livret de Burt Shevelove et Larry Gelbart
- 1964 : Anyone Can Whistle, livret d'Arthur Laurents
- 1965 : Do I Hear a Waltz ?, lyrics de Stephen Sondheim, musique de Richard Rodgers, livret d'Arthur Laurents
- 1970 : Company, livret de George Furth
- 1971 : Follies, livret de James Goldman
- 1973 : A Little Night Music, livret de Hugh Wheeler d'après le film Sourires d'une nuit d'été d'Ingmar Bergman
- 1976 : Pacific Overtures, livret de John Weidman
- 1979 : Sweeney Todd, the Demon Barber of Fleet Street, livret de Hugh Wheeler
- 1981 : Merrily We Roll Along, livret de George Furth
- 1984 : Sunday in the Park with George, livret de James Lapine
- 1987 : Into the Woods, livret de James Lapine
- 1990 : Assassins, livret de John Weidman
- 1994 : Passion, livret de James Lapine
- 2003 : Bounce, livret de John Weidman[n 1] (représenté au Goodman Theatre à Chicago et au Kennedy Center à Washington DC) version définitive publiée sous le titre de Road Show en 2008.
- 2004 : The Frogs, livret de Burt Shevelove révisé par Nathan Lane d'après Les Grenouilles d'Aristophane (représenté pour la première fois en 1974)
- 2023 : Here We Are, livret de David Ives[11]

#### Collaborations diverses
- 1956 : Girls of Summer de N. Richard Nash : musique de scène
- 1960 : Invitation to a March d'Arthur Laurents : musique de scène
- 1963 : Hot Spot, musique de Mary Rodgers, lyrics de Martin Charnin : collaboration
- 1966 : The Mad Show, musique de Mary Rodgers, lyrics de Marshall Barer : lyrics de The Boy from... (parodie de The Girl from Ipanema).
- 1973 : The Enclave d'Arthur Laurents : musique de scène
- 1974 : Candide (2e version), lyrics originaux de Richard Wilbur, musique de Leonard Bernstein, livret de Hugh Wheeler : nouveaux lyrics
- 2007 : Le Roi Lear : musique de scène avec Michael Starobin, production mise en scène par James Lapine, avec Kevin Kline

### Filmographie

#### Cinéma
- 1973 : Les Invitations dangereuses (The Last of Sheila) d'Herbert Ross - coscénariste avec Anthony Perkins
- 1974 : Stavisky d'Alain Resnais - bande originale
- 1976 : Sherlock Holmes attaque l'Orient-Express (The Seven-Per-Cent Solution) d'Herbert Ross - chanson The Madam's Song
- 1981 : Reds de Warren Beatty - bande originale et chansons
- 1990 : Dick Tracy de Warren Beatty - chansons
- 1996 : Birdcage de Mike Nichols[n 2] - chansons
- 2022 : Glass Onion : Une histoire à couteaux tirés de Rian Johnson : lui-même

#### Télévision
- 1953-55 : Topper, série télévisée - scénariste d'une dizaine d'épisodes
- 1958 : Rendezvous, épisode In an Early Winter - scénariste
- 1966 : Evening Primrose, téléfilm de Paul Bogart - chansons
- 1977 : All You Need Is Love, épisode Diamonds as Big as the Ritz: The Musical - scénariste

## Adaptations cinématographiques de ses œuvres
- 1961 : West Side Story de Robert Wise et Jerome Robbins - d'après la comédie musicale homonyme (première version)
- 1962 : Gypsy, Vénus de Broadway de Mervyn LeRoy -  d'après la comédie musicale homonyme
- 1966 : Le Forum en folie de Richard Lester - d'après la comédie musicale homonyme
- 1977 : A Little Night Music de Harold Prince - d'après la comédie musicale homonyme
- 2007 : Sweeney Todd : Le Diabolique Barbier de Fleet Street de Tim Burton - d'après la comédie musicale homonyme - (consultant)
- 2014 : Into the Woods : promenons nous dans les bois de Rob Marshall - d'après la comédie musicale homonyme - (consultant)
- 2021 : West Side Story de Steven Spielberg - d'après la comédie musicale homonyme (seconde version) - (consultant)

en projet
- Merrily We Roll Along de Richard Linklater - d'après la comédie musicale homonyme
- Follies de Dominic Cooke - d'après la comédie musicale homonyme

## Distinctions

### Prix Académique
- 1950 : prix Hutchinson pour la composition musicale
- 1983 : membre de l'Académie américaine des arts et des lettres
- 1985 : prix Pulitzer de l'œuvre théâtrale pour Sunday in the Park with George, partagé avec James Lapine
- 1993 : Kennedy Center Honors : prix pour l'ensemble de sa carrière
- 1994 : Algur H. Meadows Award de la Southern Methodist University[12]
- 2000 : Praemium Imperiale, section Théâtre et Cinéma
- 2014 : membre de l'American Theater Hall of Fame (en)[13]
- 2015 : Médaille présidentielle de la Liberté remise par Barack Obama[14],[15],[16]

## Hommages

### Citations et remerciements
- Son nom est cité au cours du film musical The Prom de Ryan Murphy (2020) où le personnage de Rent dit que le compositeur le déteste.
- Stephen Sondheim est remercié au générique de fin du film musical Annette de Leos Carax (2021) comme source d'inspiration.
- Stephen Sondheim ainsi que Angela Lansbury sont remerciés au générique de fin du film Netflix Glass Onion : Une histoire à couteaux tirés (2022) de Rian Johnson, dans lesquels ils interprétaient tous deux leur propre rôle. « This film is dedicated, with gratitude for a lifetime of inspiration, to ANGELA LANSBURY AND STEPHEN SONDHEIM [trad. : Ce film est dédié, avec gratitude pour leur inspiration de toute une vie, à ANGELA LANSBURY ET STEPHEN SONDHEIM] ».

### Apparitions
- Stephen Sondheim apparaît dans le film musical Tick, Tick... Boom! de Lin-Manuel Miranda (2021), adapté du show de Jonathan Larson, sous les traits de Bradley Whitford.